# Federal Motor Vehicle Safety Standards
Der Federal Motor Vehicle Safety Standard (FMVSS) ist eine Gruppe technischer Vorschriften, die Mindestanforderungen an Bauteile und Baugruppen von Kraftfahrzeugen definieren. Der Standard gilt für die USA und stellt damit das Pendant zu den ECE-Regelungen dar, die ihren Gültigkeitsbereich in Europa haben. Für Kanada gelten zumeist analoge Vorschriften, sogenannte CMVSS, die von den FMVSS abgeleitet sind. Sie sind aber nicht immer oder nicht in allen Einzelheiten deckungsgleich (Liste siehe unter Weblinks).
Der Federal Motor Vehicle Safety Standard ist der Übersichtlichkeit halber, wie auch die ECE-Regelungen, in verschiedene Abschnitte unterteilt, sogenannte Sicherheitsvorschrifts-Nummern. Die einzelnen Abschnitte enthalten hierbei die Vorschriften zu den unterschiedlichsten Themenbereichen. So existieren nicht nur Abschnitte für die größeren Bauteilkomplexe, sondern auch welche, die deren Zusammenwirken regeln.

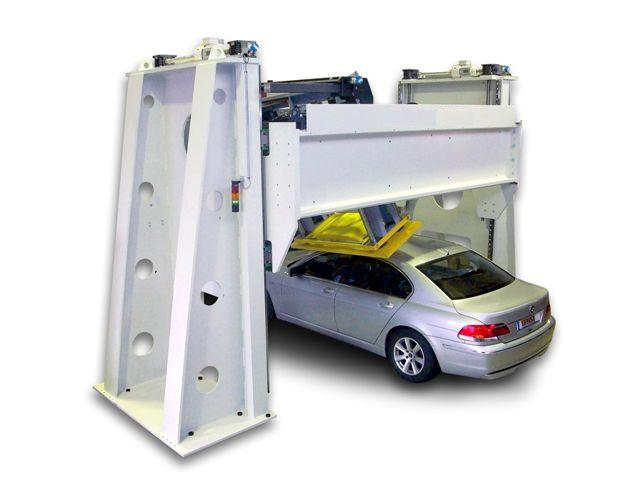
Dachdrückanlage nach FMVSS 216a Ernst Prüfmaschinen (2010)

Die Erstellung dieser Sicherheitsvorschriften obliegt der National Highway Traffic Safety Administration (NHTSA), die das legislative Mandat im United States Code, Title 49, Chapter 301 (Motor Vehicle Safety) erhielt.
Die erste FMVSS-Vorschrift, die FMVSS 209, wurde am 1. März 1967 erlassen und ist heute noch gültig. Sie beschreibt Mindestanforderungen, die die Sicherheitsgurte von Personenkraftwagen, Nutzfahrzeugen, Lastkraftwagen und Omnibusse erfüllen müssen.
Beispiele sind:
- FMVSS 105 Anforderungen an hydraulische und elektrische Betriebsbremsanlagen und Parkbremsen
- FMVSS 108 Leuchten, reflektierende Einrichtungen und zugehörige Ausrüstungen
- FMVSS 120 Reifen- und Felgenauswahl für andere Kraftfahrzeuge als PKW
- FMVSS 121 Luftbremsanlagen
- FMVSS 201 Kopfaufprall
- FMVSS 208 Frontalaufpralltest
- FMVSS 214 Seitlicher Pfahlaufprall
- FMVSS 216 Dachsteifigkeit